# Norridge
Norridge – wieś w Stanach Zjednoczonych, w stanie Illinois, w hrabstwie Cook.